# روجر جونستون
روجر جونستون (بالإنجليزية: Roger Johnston)‏ هو سياسي أسترالي، ولد في 18 يونيو 1930. حزبياً، نشط في الحزب الليبرالي الأسترالي. وقد انتخب عضو مجلس النواب الأسترالي عن دائرة Division of Hotham ‏ (10 ديسمبر 1977 – 18 أكتوبر 1980).